# Amongst the Catacombs of Nephren-Ka
Amongst the Catacombs of Nephren-Ka debitanski je studijski album američkog death metal-sastava Nile. Diskografska kuća Relapse Records objavila ga je 28. travnja 1998.

## O albumu
Za razliku od onih na naknadnom albumu Black Seeds of Vengeance pjesme na uratku prilično su kratke. Jedini je Nileov album osim albuma Ithyphallic koji ne sadrži bilješke o značenju pjesama.
Ime albuma aluzija je na priču The Outsider H. P. Lovecrafta. Fraza se pojavljuje u pjesmi "Beneath Eternal Oceans of Sand", čiji je tekst zapravo prepričana priča. U Lovecraftovoj mitologiji Nephren-Ka bio je egiptaski faraon čiji je neizreciv kult doveo do toga da su se o njemu izbrisali gotovo svi zapisi u Egiptu. Katakombe u kojima je pokopan spominju se u nekoliko Lovecraftovih priča, ali i u ostalim djelima autora mitoloških priča. Pjesma "Smashing the Antiu" govori o festivalu koji slavi uništenje Antiua, naroda s kojim su se Egipćani često borili.
Uvod pjesme "Ramses Bringer of War" nadahnut je skladbom Mars, the Bringer of War Gustava Holsta.
Ime pjesmi "Die Rache Krieg Lied der Assyriche" približno se prevodi s njemačkoga jezika kao "Osvetnička ratna pjesma Asiraca" (ispravan naslov na njemačkom bi glasio "Das Rache-Kriegslied der Assyrer").

## Popis pjesama
Tekstovi i glazba: Karl Sanders. 
| 1.    | »Smashing the Antiu«                    | 2:18 |
| 2.    | »Barra Edinazzu«                        | 2:47 |
| 3.    | »Kudurru Maqlu« (instrumentalna pjesma) | 1:05 |
| 4.    | »Serpent Headed Mask«                   | 2:18 |
| 5.    | »Ramses Bringer of War«                 | 4:45 |
| 6.    | »Stones of Sorrow«                      | 4:17 |
| 7.    | »Die Rache Krieg Lied der Assyriche«    | 3:13 |
| 8.    | »The Howling of the Jinn«               | 2:34 |
| 9.    | »Pestilence and Inquity«                | 1:54 |
| 10.   | »Opening of the Mouth«                  | 3:39 |
| 11.   | »Beneath Eternal Oceans of Sand«        | 4:17 |
| 33:07 |                                         |      |

## Zasluge
| Nile - Karl Sanders – gitara, vokal, klavijature - Pete Hammoura – bubnjevi, vokal, peharni bubanj - Chief Spires – bas-gitara, vokal Dodatni glazbenici - Drilbu Dungkar – flauta od bedrene kosti, turski gong - Mahala Kapala – Damaru (bubanj izrađen od ljudske lubanje) - Mudflap – dodatni vokal (na pjesmi 7.) - Penga Grande – dodatni vokal (na pjesmi 7.) - Gyuto Drupka – vokal (zborovi) | Ostalo osoblje - Adam Peterson – grafički dizajn - Bob Moore – produkcija, inženjer zvuka - Matthew F. Jacobson – produkcija - Earl Sanders – produkcija - William J. Yurkiewicz Jr. – produkcija |